# Longaniza de Graus

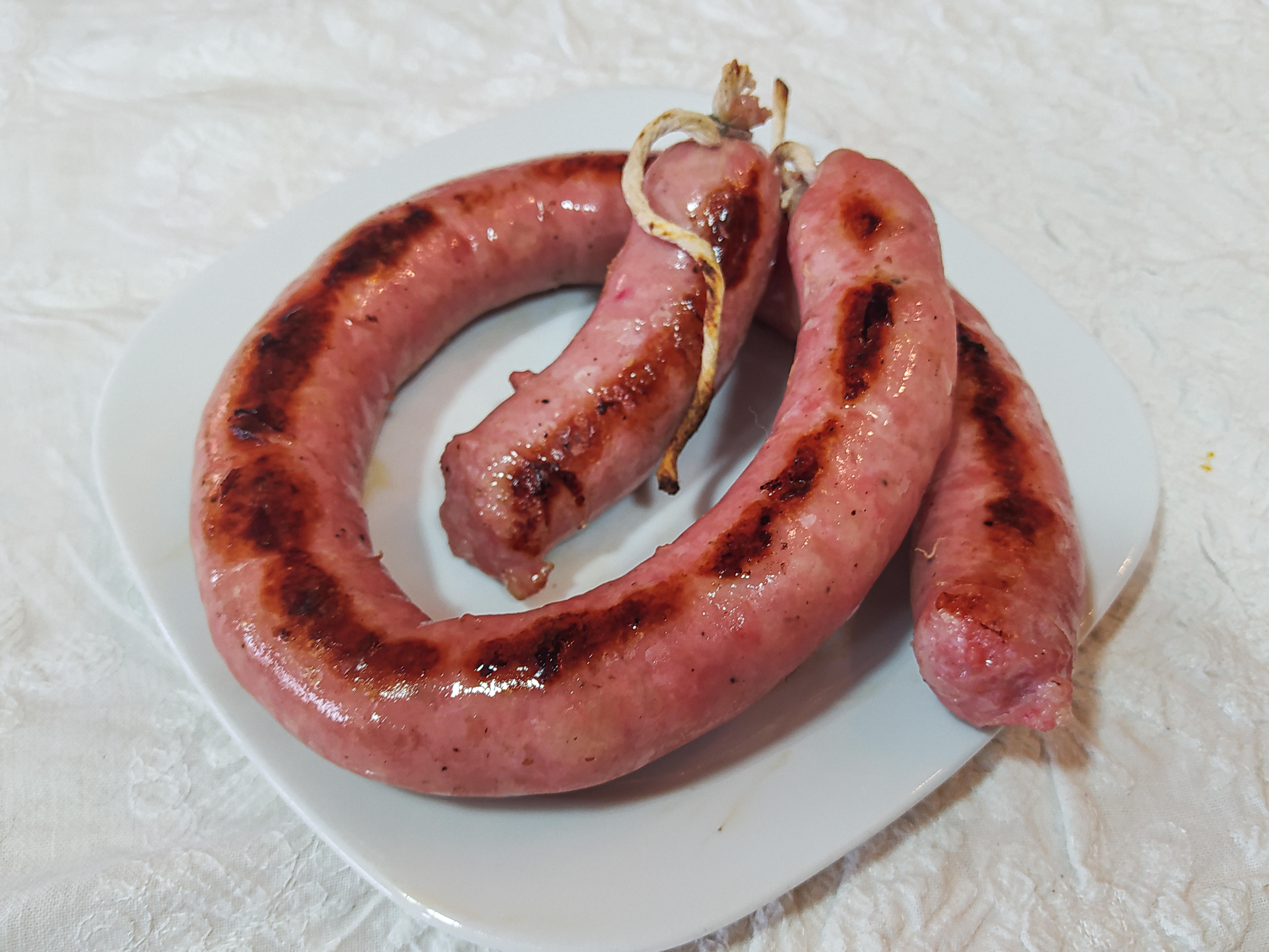
Longaniza de Graus

La longaniza de Graus ou longanisse de Graus, aussi appelée longaniza de Aragón est une variété de saucisse épicée produite dans la Ribagorce, en Aragon (Espagne). Elle ne bénéficie pas d'une appellation d'origine, mais du label de qualité aragonais C' alial, qui porte sur la dénomination longaniza de Aragón. Par ailleurs, une association professionnelle, l’Asociación de longaniza de Graus, définit les règles qui permettent de bénéficier de l'appellation longaniza de Graus. Une fête est organisée chaque année pendant la dernière semaine de juillet, la « journée de la longanisse de Graus » (día de la Longaniza de Graus) depuis 1996 ; l'édition 2017 a rassemblé environ 8 000 personnes qui ont consommé plus d'une tonne de longanisse. 